# 山形県道115号藤島羽黒線
山形県道115号藤島羽黒線(やまがたけんどう115ごうふじしまはぐろせん)は、山形県鶴岡市内を通る山形県道である。

## 概要
- 起点=山形県鶴岡市 - 山形県道50号藤島由良線接点
- 終点=山形県鶴岡市 - 山形県道47号鶴岡羽黒線接点

## 路線状況
- 道路交通センサスによる山形県の藤島羽黒線の交通データについて以下の通りになっている（平成22年（2010年）時点）[1]。

| 交通調査地点     | 昼間12時間自動車類交通量（上下合計） | 昼間12時間自動車類交通量（上下合計） | 昼間12時間自動車類交通量（上下合計） | 24時間自動車類交通量（上下合計） | 24時間自動車類交通量（上下合計） | 24時間自動車類交通量（上下合計） |
| 交通調査地点     | 小型車                               | 大型車                               | 合計                                 | 小型車                           | 大型車                           | 合計                             |
| 鶴岡市羽黒町町屋 | 2336台                               | 292台                                | 2628台                               | 2936台                           | 402台                            | 3338台                           |

## 通過する自治体
- 山形県鶴岡市

## 交差する道路
- 山形県道50号藤島由良線（鶴岡市藤島）
- 山形県道339号添津藤島停車場線（同上）
- 国道345号（同上）
- 山形県道343号添川上藤島線（鶴岡市大川渡）
- 山形県道346号中川代川尻余目線（鶴岡市羽黒町戸野）
- 山形県道47号鶴岡羽黒線（同上）

## 重複区間
- 山形県道339号添津藤島停車場線（鶴岡市藤島）
- 山形県道346号中川代川尻余目線（鶴岡市羽黒町戸野）

## 通称
- 広域農道（庄内東部広域農道） - 国道345号以南

## 沿線の施設
- 藤島郵便局
- 鶴岡市役所藤島庁舎